# ЦИК Казахской ССР
Центра́льный Исполни́тельный Комите́т КазССР, (ЦИК КазССР, каз. Қазақ АКСР Орталық атқару комитеті) — высший орган государственной власти Казахской АССР и Казахской ССР в период 1919—1938 годов, между Всеказахскими съездами Советов.
Всеказахские съезды Советов проходили в Оренбурге, Алма-Ате. ЦИК КазССР функционировал до 1938 года, когда вместо него был избран Верховный Совет Казахской ССР.

## Председатели Центрального исполнительного комитета Казахской АССР/Казахской ССР
С момента образования казахской автономии в составе Российской СФСР (именовалась Киргизская АССР (1920—1925), Казакская АССР (1925—февраль 1936 года), Казахская АССР (февраль-декабрь 1936 года)) формальными высшими руководителями её являлись председатели Центрального исполнительного комитета. По своей сути эта должность соответствовала введённой после неё должности председателя Президиума Верховного совета, которая была введена в результате принятия новой конституции СССР 5 декабря 1936 года. Однако как в СССР, так и в Казахской ССР вплоть до 1938 года (формирования нового состава верховных советов) продолжали функционировать прежние органы власти. В Казахской ССР передача полномочий новому органу власти произошла 15 июля 1938 года.

## Всеказахский съезд Советов
- 4 — 12 октября 1920 года — I Всеказахский съезд Советов
- II съезда советов КССР созыв 4 октября 1921 года[1]
- III съезд советов КССР — 6 октября 1922 года
- IV съезд КССР (созванный 5 января 1924 года)
- V Всеказахский съезд Советов — 15—19 апреля 1925 года (Кзыл-Орда)
- VI Всеказахский съезд — 3 апреля 1927 года
- VII Всеказахский съезд
- VIII Всеказахский съезд
- IX Всеказахский съезд
- 1937.03.21 — 1937.03.26 — 10 чрезвычайный Всеказахский съезд Советов

## Председатели ЦИК Казахской АССР/Казахской ССР
1. Мендешев, Сейткали (1920—1925)
2. Мынбаев, Жалау (15 июня 1925 года — 1927 года)
3. Ерназаров, Ельтай (1927—1933)
4. Кулумбетов, Узакбай Джельдербаевич (11 октября 1933 — июль 1937)
5. Джангильдин, Алиби Тогжанович — исполняющий обязанности (июль — 28 октября 1937)
6. Умурзаков, Нурбапа (28 октября 1937 — 15 июля 1938)